# Discovery Rupes

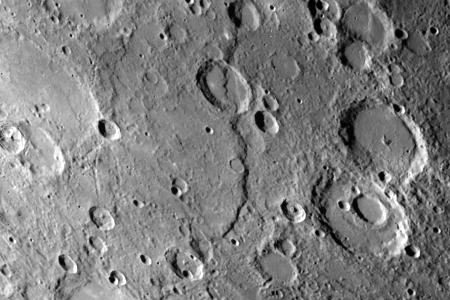
Discovery Rupes, foto gemaakt door de Mariner 10

Discovery Rupes is een steile helling op Mercurius van ongeveer 650 km lang en 2 km hoog, gevestigd op 56,3° Z en 38,3° W. Discovery Rupes werd genoemd naar de Discovery, een van James Cooks schepen op zijn laatste reis over de Grote Oceaan van 1776 tot 1780. 
De rupes werd gevormd door het krimpen van de kern van de planeet bij een geologische breuklijn in de vaste korst. De helling loopt door de Rameaukrater.

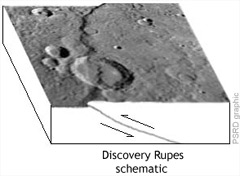
Schematische weergave van het ontstaan